# Cursa de cai de la Longchamp
Cursa de cai de la Longchamp este o pictură în ulei pe pânză din 1866 a pictorului francez Édouard Manet. Pictura impresionistă prezintă o cursă de cai la Longchamp și este în prezent conservată la Art Institute of Chicago. Acestă pictură a fost expusă de nenumărate ori, prima dată la École nationale supérieure des beaux-arts din Paris în ianuarie 1884.
Lucrarea este deosebit de inovatoare. Despre tablou, Art Institute of Chicago a spus că „este uimitoare. Ne aflăm pe traseul de curse cu un grup de cai care năvălesc și jochei care se îndreaptă direct spre noi. Cu câteva excepții judicioase - stâlpul vertical din stânga  centrului; dreptunghiul clar al acoperișului din partea dreaptă - totul este încețoșat, un tertip care întărește sentimentul mișcării explozive a cailor în galop.”